# Asplenium daucifolium
Asplenium daucifolium é uma espécie de samambaia da família Aspleniaceae, endêmica na Ilhas Mascarenhas, Maurícia.